# Don Diamont
Don Diamont (New York, 31 december 1962) is een Amerikaanse acteur. Zijn echte naam is Donald Feinberg.

## Biografie

### Carrière
Na enkele jaren als model begon hij zijn acteercarrière in 1984 met een klein rolletje in de soap Days of our Lives maar een jaar later kwam het serieuzere werk eraan toen hij als Brad Carlton gecast werd bij The Young and the Restless; de knappe gespierde man moest het hoofd van de vrouwen op hol doen slaan. Hij verliet de serie in 1996 maar keerde in 1998 terug. In 2009 kwam zijn personage om het leven en kort daarna kreeg hij de rol van Bill Spencer jr. aangeboden in The Bold and the Beautiful. 
In 1990 werd hij door People Magazine gerekend bij de 50 mooiste mannen op aarde. Don was ook de bedenker van televisieshow Tool Time.

### Privé-leven
Diamont is van Joodse afkomst. Zijn vader heette Albert Feinberg en zijn moeder Judy Diamont. Hij nam haar naam aan nadat iemand hem adviseerde een andere naam aan te nemen die beter klonk. 
Op 5 maart 1994 trouwde hij met modeontwerpster Rachel Braun, ze kregen 4 kinderen waaronder een drieling. In 2002 ging het koppel uit elkaar. In januari 2003 beviel zijn nieuwe vriendin, actrice Cindy Ambuehl, van een tweeling. Hij voedde ook de zoon van zijn overleden zuster Bette op. 
- International Standard Name Identifier: 0000 0003 5649 089X
- Library of Congress Control Number: no2011158689
- Virtual International Authority File: 187389666
- WorldCat: E39PBJp68pFCPvFqKT9tQJhGpP